# Вокырапъягун
Вокырапъягун (устар. Вокы-Рап-Егун) — река в России, протекает в Ханты-Мансийском АО. Устье реки находится в 122 км по левому берегу реки Ингуягун. Длина реки составляет 68 км, площадь водосборного бассейна 315 км².

## Притоки
- В 44 км от устья, по левому берегу реки впадает река Котлунгайягун.
- В 47 км от устья, по левому берегу реки впадает река Пехимъягун.

## Данные водного реестра
По данным государственного водного реестра России относится к Верхнеобскому бассейновому округу, водохозяйственный участок реки — Обь от впадения реки Вах до города Нефтеюганск, речной подбассейн реки — Обь ниже Ваха до впадения Иртыша. Речной бассейн реки — (Верхняя) Обь до впадения Иртыша.
Код объекта в государственном водном реестре — 13011100112115200042983.